# Agaricia agaricites
Agaricia agaricites is een rifkoralensoort uit de familie Agariciidae. De wetenschappelijke naam is gepubliceerd in 1758 door Linnaeus in de tiende editie van Systema naturae.